# 뢰린츠 터마시
뢰린츠 터마시(헝가리어: Lőrincz Tamás, 1986년 12월 20일~)는 헝가리의 레슬링 선수이다. 2012년 하계 올림픽 그레코로만형 라이트급에서 은메달을 획득하였으며, 2020년 하계 올림픽 그레코로만형 웰터급에서 금메달을 획득했다. 또한 세계 선수권 대회 1회(2019), 유럽 선수권 대회에서 4회(2006, 2013, 2014, 2021) 우승을 차지했다. 
동생인 빅토르도 레슬링 선수로 활약했다.